# Bournmoor
Bournmoor – wieś w Anglii, w hrabstwie Durham. Leży 10 km na północny wschód od miasta Durham i 384 km na północ od Londynu.